# BMW R/5

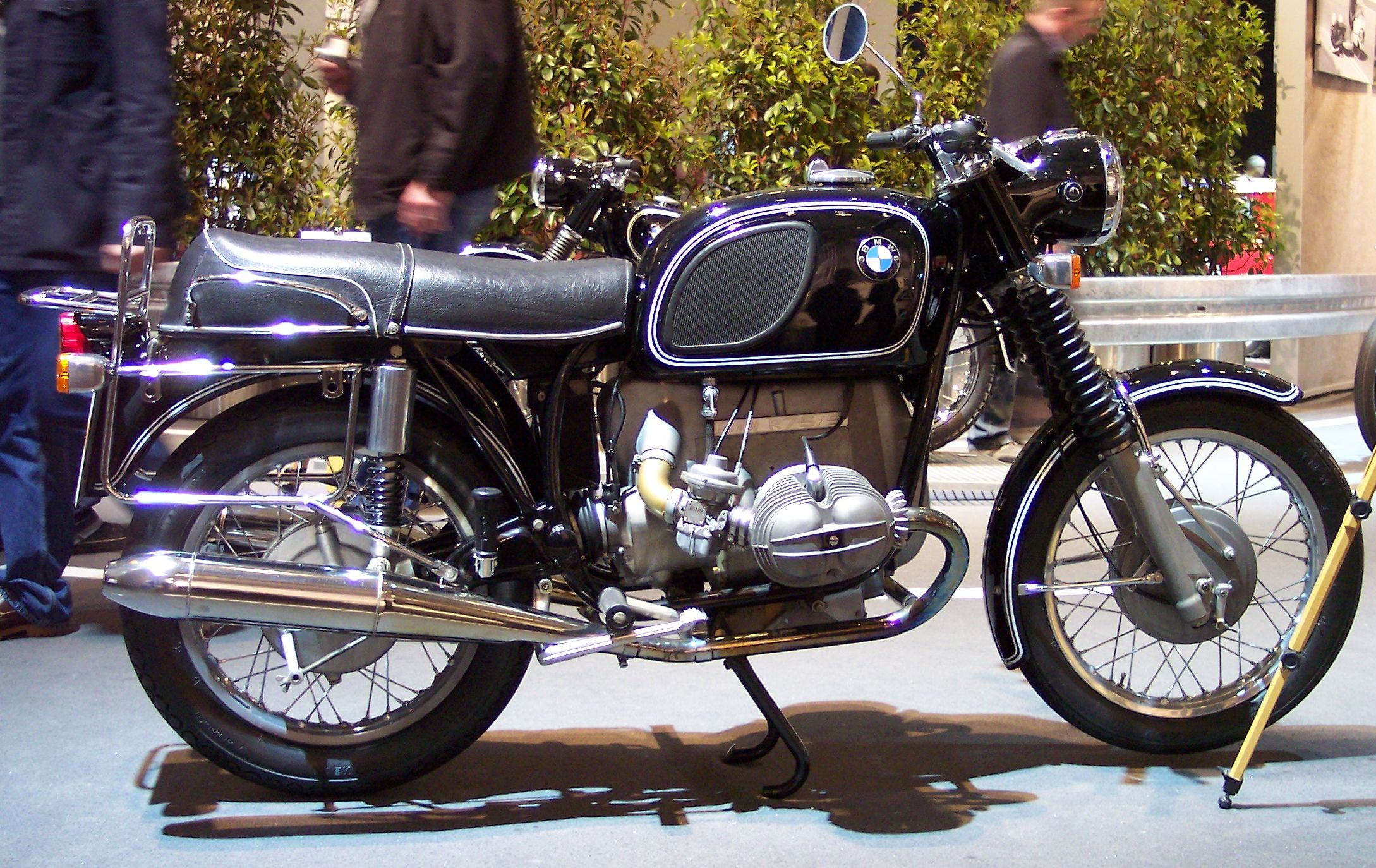
BMW R75/5

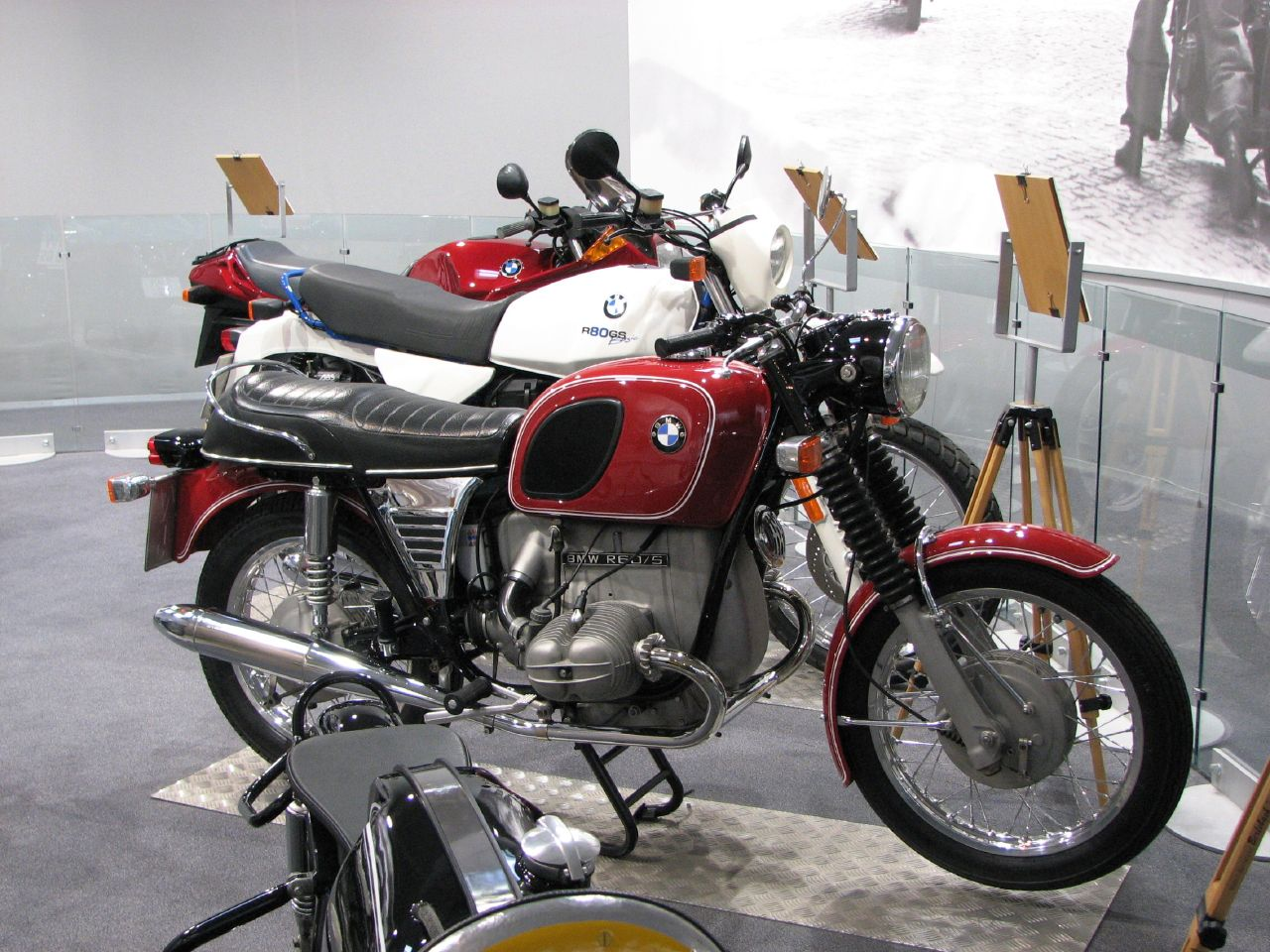
BMW R60/5 (con una BMW R80GS detrás)

Las BMW R50/5, R60/5 y R75/5 forman una gama de motocicletas con motor bóxer fabricadas en Berlín, Alemania, por BMW. Producidas entre 1970 y 1973, disponían de arranque eléctrico y suspensión con horquilla telescópica.

## Historia

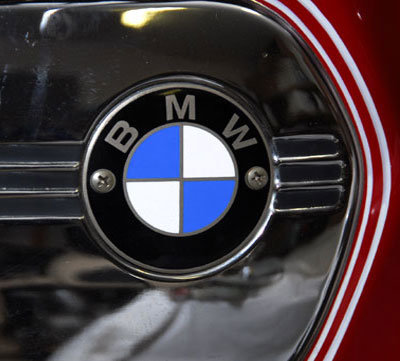
Detalle del emblema de BMW sobre el tanque cromado de una R75/5

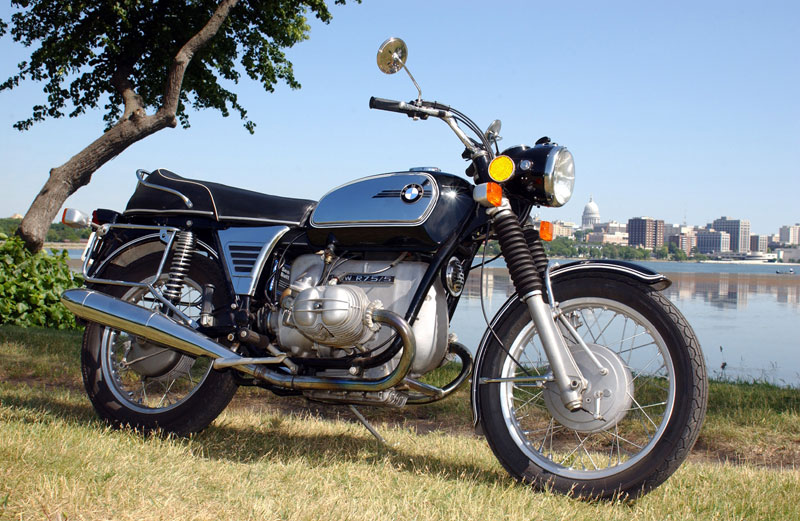
BMW R75/5 con sus característicos paneles laterales ranurados

BMW lanzó a partir de 1970 tres nuevos modelos, con motores de 500 cc (R50/5), 600 cc (R60/5), y 750 cc (R75/5). La R75/5 alcanzaba una velocidad de 177 km/h. En el modelo de 1971, se introdujo el tanque rectangular de 15 litros de capacidad, con paneles laterales cromados. Para la segunda mitad del año 1973, se alargó la parte trasera 6,4 cm, dando como resultado los modelos de "larga distancia entre ejes" (LWB). Esto permitió acomodar una batería más grande, mejorando el arranque eléctrico.
La serie/5 fue la primera que se fabricó completamente en Berlín, ya que en 1969 toda la capacidad de producción de Munich era necesaria para los automóviles. Berlín, con su fuerza de trabajo bien preparada, fue una opción obvia. Por eso, en 1969, la planta de Berlín comenzó a producir las BMW Serie/5, con un diseño completamente nuevo siguiendo un principio de construcción modular que comprendía desde la suspensión hasta los motores bóxer.
En 1970 se fabricaron 12.287 unidades, y en julio de 1973, cuando la serie de modelos/5 llegó al final de la producción en la planta de Berlín, se había alcanzado un volumen significativo de 68.956 motocicletas. La producción se multiplicó por cinco en tres años, llegando a fabricarse 500.000 unidades.
En 1971 aparece la versión "toaster" dirigida al mercado norteamericano, caracterizada por un nuevo depósito más pequeño, de 4 galones (15 litros), equipada con unos paneles cromados ranurados que recuerdan una tostadora de pan, de ahí su apodo.
En 1974, BMW presentó los modelos “/6”, que ofrecían freno de disco frontal, instrumentación revisada y una transmisión de cinco velocidades. El freno de disco único disponía de un sistema de cable/hidráulico híbrido, mediante el cual un cable de la palanca del manillar accionaba el cilindro maestro debajo del tanque de combustible. En la nueva serie se abandonó el tanque de forma rectangular.
Todos los modelos/5 presentaban arranque eléctrico rápido, sistema habitual disponible en algunas motocicletas BMW hasta el año 1980.

## Datos técnicos

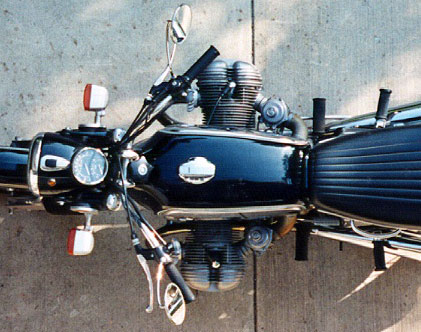
Vista desde arriba de una R75/5, mostrando que los cilindros que sobresalen a cada lado de la motocicleta no están directamente opuestos entre sí

Los modelos/5 disponen de motores bóxer de cuatro tiempos refrigerados por aire, con cámaras de combustión hemisféricas. El motor está construido alrededor de un cárter monobloque. El árbol de levas es accionado por una cadena doble y está ubicado debajo del cigüeñal (a diferencia de la serie/2, que tenía el árbol de levas accionado por engranajes sobre la biela). Esta disposición invertida mejora su distancia al suelo, optimizando la posición del centro de masas y contribuyendo a una lubricación más eficaz del árbol de levas. Las válvulas son accionadas por el árbol de levas a través de levas, varillas de empuje y brazos oscilantes.
 
Los modelos 500 cc y 600 cc están equipados con carburadores de tipo deslizante Bing con gargantas de 26 mm. La R75/5 equipa carburadores del tipo Bing CV (Vacío constante/Depresión constante) de 32 mm. Como en todas las motocicletas BMW de aquel tiempo, el embrague era de un solo disco seco.
La propulsión llega a la rueda trasera mediante un eje de transmisión, situado entre una junta universal en un baño de aceite dentro del brazo oscilante trasero derecho, y un engranaje cónico combinado con un engranaje anular en el otro extremo. A diferencia de los modelos/2 (con la excepción del 1969 R69US), los modelos/5 están equipados con horquilla frontal telescópica, alternador de 12 voltios y tacómetro estándar y señales de giro eléctricas.

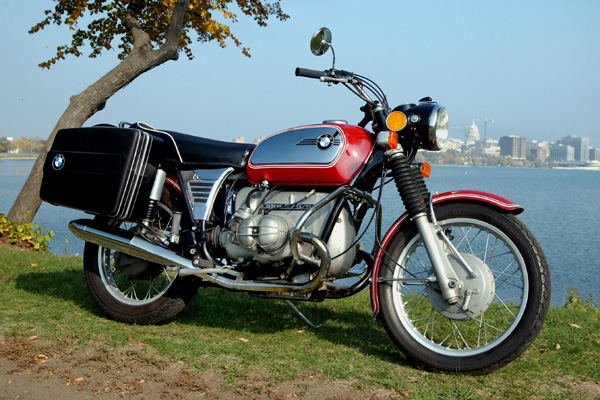
Motocicleta roja BMW R75/5 equipada con maletas

|                         | R 50/5                           | R 60/5                           | R 75/5                           |
| ----------------------- | -------------------------------- | -------------------------------- | -------------------------------- |
| Diámetro                | 67 mm                            | 73,5 mm                          | 82 mm                            |
| Carrera                 | 70,6 mm                          | 70,6 mm                          | 70,6 mm                          |
| Cilindrada              | 498 cc                           | 599 cc                           | 749 cc                           |
| Potencia                | 32 caballos (24 kW) @ 6800 rpm   | 40 caballos (30 kW) @ 6600 rpm   | 50 caballos (37 kW) @ 6400 rpm   |
| Par motor               | 39 Nm @ 5000 rpm                 | 49 Nm @ 5000 rpm                 | 58 Nm @ 5000 rpm                 |
| Velocidad máxima        | 140 km/h                         | 159 km/h                         | 175 km/h                         |
| Peso                    | 205 kg                           | 205 kg                           | 210 kg                           |
| Peso máximo autorizado  | 400 kg                           | 400 kg                           | 400 kg                           |
| Alternador              | Bosch 12 V • 180 vatios          | Bosch 12 V • 180 vatios          | Bosch 12 V • 180 vatios          |
| Bujías                  | Bosch W230T30 / Champion N7Y     | Bosch W230T30 / Champion N7Y     | Bosch W230T30 / Champion N7Y     |
| Depósito de combustible | 18 litros o 24 litros            | 18 litros o 24 litros            | 18 litros o 24 litros            |
| Neumáticos              | 3.25x19 delante • 4.00x18 detrás | 3.25x19 delante • 4.00x18 detrás | 3.25x19 delante • 4.00x18 detrás |
| Llantas                 | 1.85x19 delante • 1.85x18 detrás | 1.85x19 delante • 1.85x18 detrás | 1.85x19 delante • 1.85x18 detrás |